# Allacta diluta
Allacta diluta es una especie de cucaracha del género Allacta, familia Ectobiidae. Fue descrita científicamente por Saussure en 1863.

## Distribución
Esta especie se encuentra en Sri Lanka e India.